# Ghost Pitùr
Ghost Pitùr è un artista italiano di identità sconosciuta, noto per la sua attività di ripristino urbano. Egli interviene principalmente nella comune di Brescia, in Lombardia, dove durante le ore notturne pulisce e ridipinge muri imbrattati da graffiti.
Egli mantiene l’anonimato indossando una felpa con cappuccio e evitando di mostrare il volto nei video pubblicati sui propri account social. L’unico dettaglio reso noto riguardo alla sua identità è la professione: un imbianchino che lavora di giorno e che dedica le ore notturne al restauro delle facciate. Ha inoltre dichiarato di non essere interessato né alla fama né al riconoscimento personale.
Dopo aver ridipinto le pareti, il fantasma Pitùr lascia un biglietto che dice "Questo è un atto d'amore urbano". 